# Wilson Kipsang Kiprotich
Wilson Kipsang Kiprotich, född 15 mars 1982 i Keiyo, Kenya, är en kenyansk långdistanslöpare.
Kiprotich blev olympisk bronsmedaljör på maraton vid sommarspelen 2012 i London.
Kipsang är före detta världsrekordhållare i maraton med tiden 2:03:23 som sattes under Berlin Marathon 2013.
Kipsang är även tvåfaldig vinnare av Frankfurt marathon (2010 och 2011) och London Marathon (2012 och 2014). Han vann London Marathon 2014 med banrekordtiden 2:04:29.

## Personliga rekord
| Distans      | Tid (min) | Datum        | Plats               |
| ------------ | --------- | ------------ | ------------------- |
| 5 000 meter  | 14:20.8   | 30 apr 2005  | Kisumu (KEN)        |
| 10 000 meter | 28:31.5   | 6 juni 2008  | Nairobi (KEN)       |
| 10 km        | 27:44     | 27 juni 2009 | Appingedam (NED)    |
| 15 km        | 43:20     | 1 dec 2013   | Heerenberg (NED)    |
| 20 km        | 1:00:50   | 22 juni 2008 | Heemskerk (NED)     |
| Halvmarathon | 58:59     | 20 feb 2009  | Ras al-Khayma (UAE) |
| Marathon     | 2:03:13   | 25 sep 2016  | Berlin (GER)        |

Alla resultat är hämtad från IAAF-profil.